# Max Thurian
Max Thurian (* 16. August 1921 in Perly-Certoux; † 15. August 1996 in Genf) war ein Schweizer Theologe.

## Leben
Max Thurian war der Sohn eines Zollbeamten. Er studierte an der autonomen Theologischen Fakultät der Universität Genf, wo er 1945 das Baccalauréat en théologie erlangte. 1946 wurde er durch die Église nationale protestante de Genève ordiniert.
Max Thurian war einer der ersten sieben Brüder der Communauté de Taizé und galt als der bedeutendste Theologe der ökumenischen Gemeinschaft. Gemeinsam mit Frère Roger (Schutz) war er Konzilsbeobachter beim Zweiten Vatikanischen Konzil. Thurian arbeitete an der Lima-Erklärung von 1982 mit. Später konvertierte Thurian zum Katholizismus und wurde 1987 in Neapel zum Priester geweiht. Ab 1992 war er Mitglied der päpstlichen Internationalen Theologenkommission.

## Schriften (Auswahl)
- Joie du Ciel sur la Terre. Introduction à la vie liturgique. Delachaux et Niestlé, Neuchâtel 1946.
- Ehe und Ehelosigkeit. 2 Dienstordnungen christlichen Lebens. Burckhardthaus-Verlag, Gelnhausen und Berlin-Dahlem 1955.
- Aktion und Kontemplation. Das geistliche Leben des modernen Menschen. Übersetzt von Richard Bochinger. Gütersloher Verlagshaus Gerd Mohn, Gütersloh 1963.
- Sichtbare Einheit. Übersetzt von Richard Bochinger. Gütersloher Verlagshaus Gerd Mohn, Gütersloh 1963.
- Eucharistie. Einheit am Tisch des Herrn? Übersetzt von Helmut Hochstetter. Matthias-Grünewald-Verlag, Mainz / Kreuz-Verlag, Stuttgart 1963.
- Maria. Übersetzt von Clemens Diekamp. Matthias-Grünewald-Verlag, Mainz / Johannes Stauda Verlag, Kassel 1965.
- Der ungeteilte Christ. Übersetzt von Richard Bochinger. Herder, Freiburg im Breisgau 1966.
- mit Roger Schutz: Das Wort Gottes auf dem Konzil. Die dogmatische Konstitution über die göttliche Offenbarung. Wortlaut und Kommentar. Übersetzt von Maria Natalia Holm. Herder, Freiburg im Breisgau 1967.
- Der Glaube in der Entscheidung. Übersetzt von Karlhermann Bergner. Herder, Freiburg im Breisgau 1969.
- Die Freude des einfachen Gebets. Leben mit Christus in unserer Zeit. Les Presses de Taizé, Taizé 1975.
- Die eine Eucharistie. Übersetzt von Martin Küpper. Matthias-Grünewald-Verlag, Mainz 1976, ISBN 3-7867-0581-X.
- Feuer für die Erde. Vom Wirken des Geistes in der Gemeinschaft der Christen. Herder, Freiburg im Breisgau 1979, ISBN 3-451-18441-9.
- Maria. Mutter des Herrn – Urbild der Kirche. Matthias-Grünewald-Verlag, Mainz 1978, ISBN 3-7867-0680-8.
- als Herausgeber: Die eucharistische Liturgie von Lima. Verlag Otto Lembeck, Frankfurt am Main 1983, ISBN 3-87476-215-7.